# Calothamnus formosus
Calothamnus formosus är en myrtenväxtart som beskrevs av Trevor J. Hawkeswood. Calothamnus formosus ingår i släktet Calothamnus och familjen myrtenväxter.

## Underarter
Arten delas in i följande underarter:
- C. f. formosus
- C. f. rigidus